# Щурите Ронкс
„Щурите Ронкс“ (известен още като „Добре дошли в Каменната ера“) е френски анимационни сериал, създаден от Оливие Жан-Мари и е продуциран от Xilam. Режисьор е Чарлз Воасел. Той се излъчва по Disney Channel в Европа, Австралия и Нова Зеландия, Югоизточна Азия, Южна Корея, Индия, Русия, Хонг Конг и Макао.

## Сюжет
Внимание:  Текстът по-долу разкрива сюжета на произведението (или части от него)!
През 37 520 г. пр.н.е. земята е пълна с неандерталци, които са доволни от архаичния си живот и нямат никакво намерение да еволюират. Нещата се променят, когато пристига извънземно на име Светкавица.

## Озвучаващи артисти в английската версия
- Том Кени – Светкавица
- Джесика Дичико – Мила
- Скот Уайт – Уолтър
- Чарли Адлър – Мормагнон
- Крий Съмър – Мама
- Дий Брадли Бейкър – Годзи

- В пилотния епизод Ника Фътърман и Рино Романо озвучават Мила и Уолтър.

## „Щурите Ронкс“ в България
В България започва излъчване на 7 ноември 2016 г. по Disney Channel. Дублажът е осъществен в Александра Аудио. Ролите се озвучават от Татяна Етимова, Христо Димитров, Василка Сугарева, Георги Иванов, Антон Порязов и други.